# 岡山県不動産鑑定士協会
公益社団法人岡山県不動産鑑定士協会（こうえきしゃだんほうじんおかやまけんふどうさんかんていしきょうかい 英称 Okayama Association of Real Estate Appraisers）は、民法に基づいて設立された社団法人。1992年4月に岡山県知事から社団法人として認可された。岡山県内の不動産鑑定士は、岡山県不動産鑑定士協会を通じて日本不動産鑑定協会に備え付けられた不動産鑑定士名簿に登録することが義務づけられており、岡山県の不動産鑑定士を会員とする組織である。なお、当該団体は公益法人制度改革三法（法人法・認定法・整備法）に基づき、2008年12月1日付で特例民法法人となった後、2012年4月1日に公益社団法人に移行している。

## 本部所在地
- 〒700-0815 岡山県岡山市北区野田屋町二丁目11番13号301号室

## 業務内容
- 不動産鑑定士会員の業務技能向上のための研修会・講習会事業等の実施

- 公益社団法人日本不動産鑑定士協会連合会との連携事業

- 岡山県との路線価に関する連携事業

- 不動産鑑定に関する助言・相談

- 岡山県内各市町村との路線価に関する連携事業